# قائمة الحيوانات السامة
الحيوانات السمّامة يمكن أن تحقن السم في فريستها أو ضحيّتها، في حين أن الحيوانات المؤذية يمكن أن تُصيب ضحاياها عندما يتم لمسها أو الاحتكاك بها.

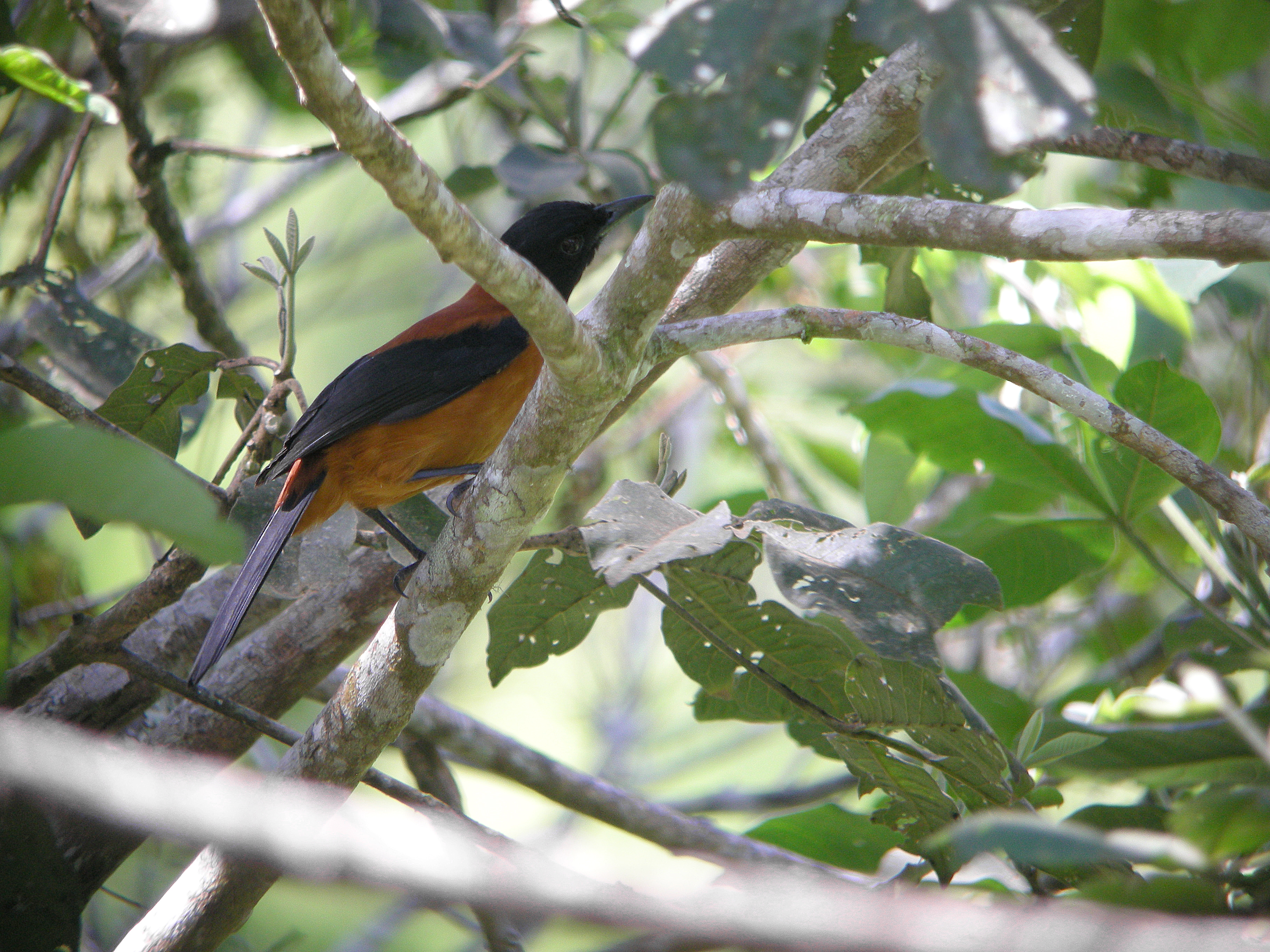
البِيتُوي المقنع. سم عصبي يعرف باسم سمين ضفدعي يوجد في جلد الطيور وريشها ويسبب خَدَر عند لمس هذه الطيور.

## الحيوانات السامة
فيما يلي قائمة جزئية من الحيواناتالسامّة للبشر (والحيوانات الأخرى)، أو بعبارة أخرى، فإن لحمها سامّ إذا أُكل، أو في بعض الحالات إن لُمِست:

### الطيور
- البِيتُوي
- العفريت أزرق القلنسوة
- Little shrikethrush
- إوز أبو قرن[1] (إذا أُكل)
- السمّان الشائع (إذا أُكل)

### الثعابين
- الأفاعي ذات الظهر المسطح
- الغرطر سام عند تناوله، عندما يتغذى على سمندل الماء الباسفيكي)[2]

### الضفادعوالعلاجيم

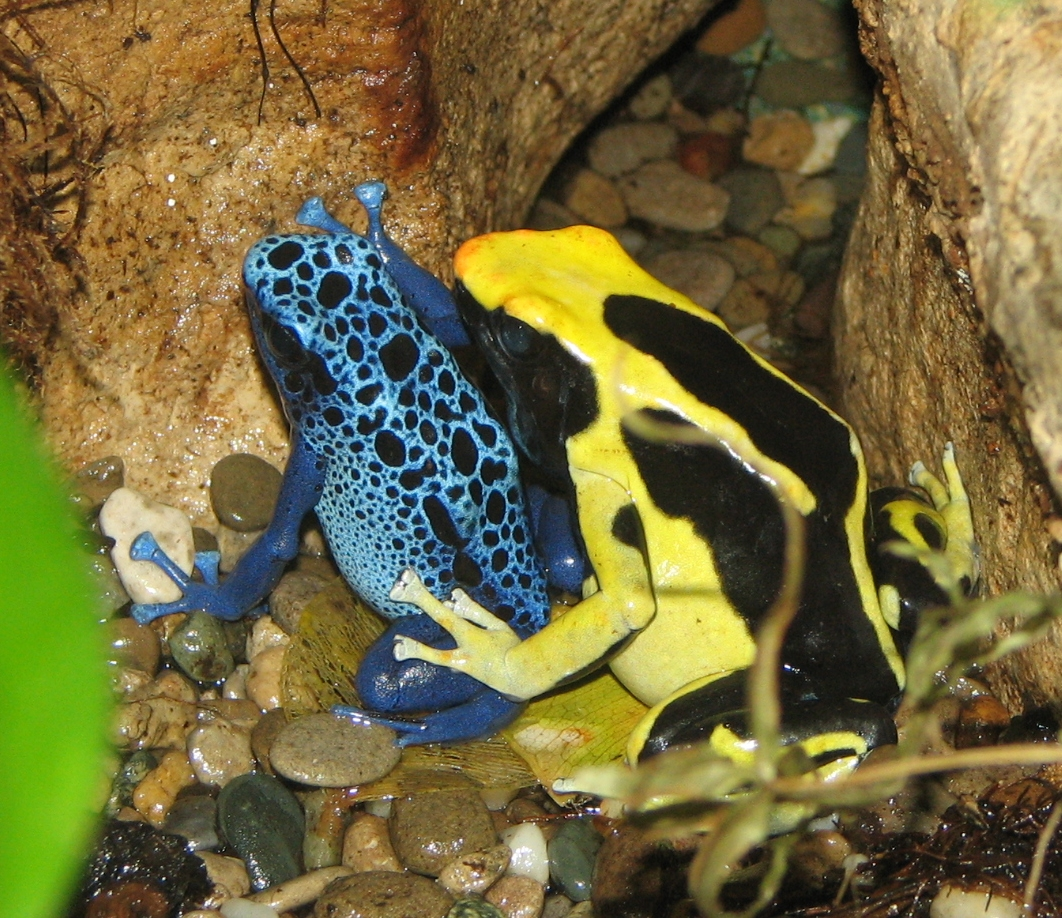
تشتهر ضفادع السهام السامّة بجلدها زاهي الألوان، الذي يكون بمثابة تحذير للمفترسات من سميّتها.

- علجوم أمريكي
- علجوم آسيوي
- علجوم القصب
- علجوم نهر كولورادو
- ضفدع الجبل
- ضفدع كوربوري
- علجوم أخضر
- علجوم الأزهار
- Mantella
- الضفدع السامتشتهر ضفادع السهام السامّة بجلدها زاهي الألوان، الذي يكون بمثابة تحذير للمفترسات من سميّتها.

### السلمندر

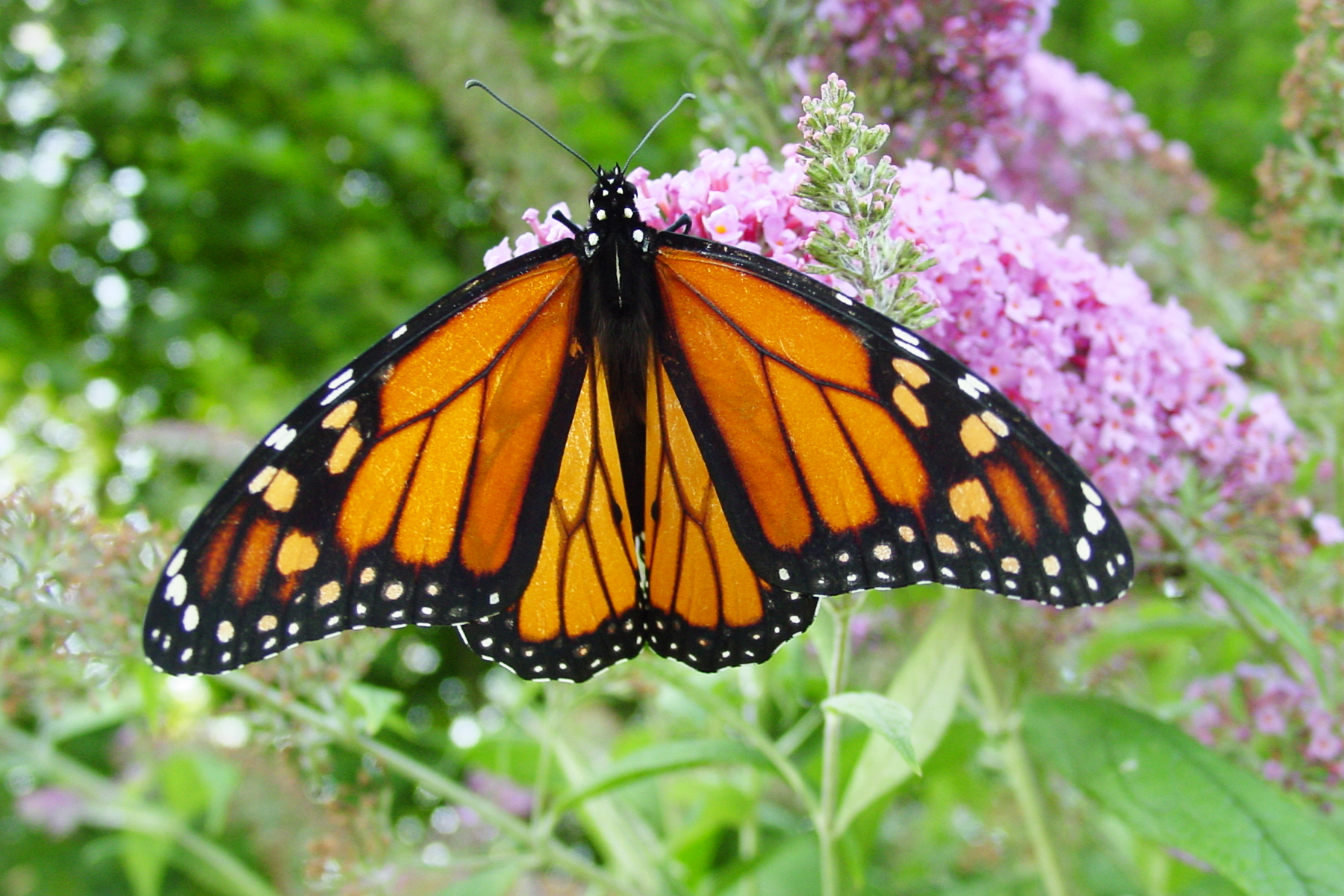
تكره معظم الطيور طعم فراشات العاهل. وذلك لأن أجسامها تحتوي على السموم التي تتجمع فيه منذ أن كانت يرقات، حيث أنها تأكل الصقلاب السامّ النبات المفضل لديها

- Pacific newts [3]

### الأسماك
- الينفوخية (السمكة المنتفخة)
- قرش غرينلاند
- العقام (يعتمد ذلك على تناولها وعلى السن)

### رأسيات القدم
- أخطبوط أزرق الحلقات
- Pfeffer's flamboyant cuttlefish [4]

### الحشرات
- نافطيات
- فراشة جناح الطير
- فراشات الحشائش اللبنية
- باتوسية
- خنفساء سامة
- فراشة ملكية

### الكنيداريون
- Some members of the genus palythoa produce the highly toxic palytoxin
- Rhodactis species [5]